# 大鳥村
22°23′19″N 120°54′06″E / 22.3886905°N 120.9015642°E
大鳥村是臺灣臺東縣大武鄉所轄的5個村之一，位在大武鄉西南緣。人口約1330人，與大竹村、大武村；達仁鄉新化村相鄰。

## 交通

### 鐵路
臺灣鐵路管理局
- 南迴線：大武車站

### 公路
省道
- 台九線：南迴公路

### 客運
- 東台灣客運（原鼎東客運）
- 國光客運